# Elzestraat

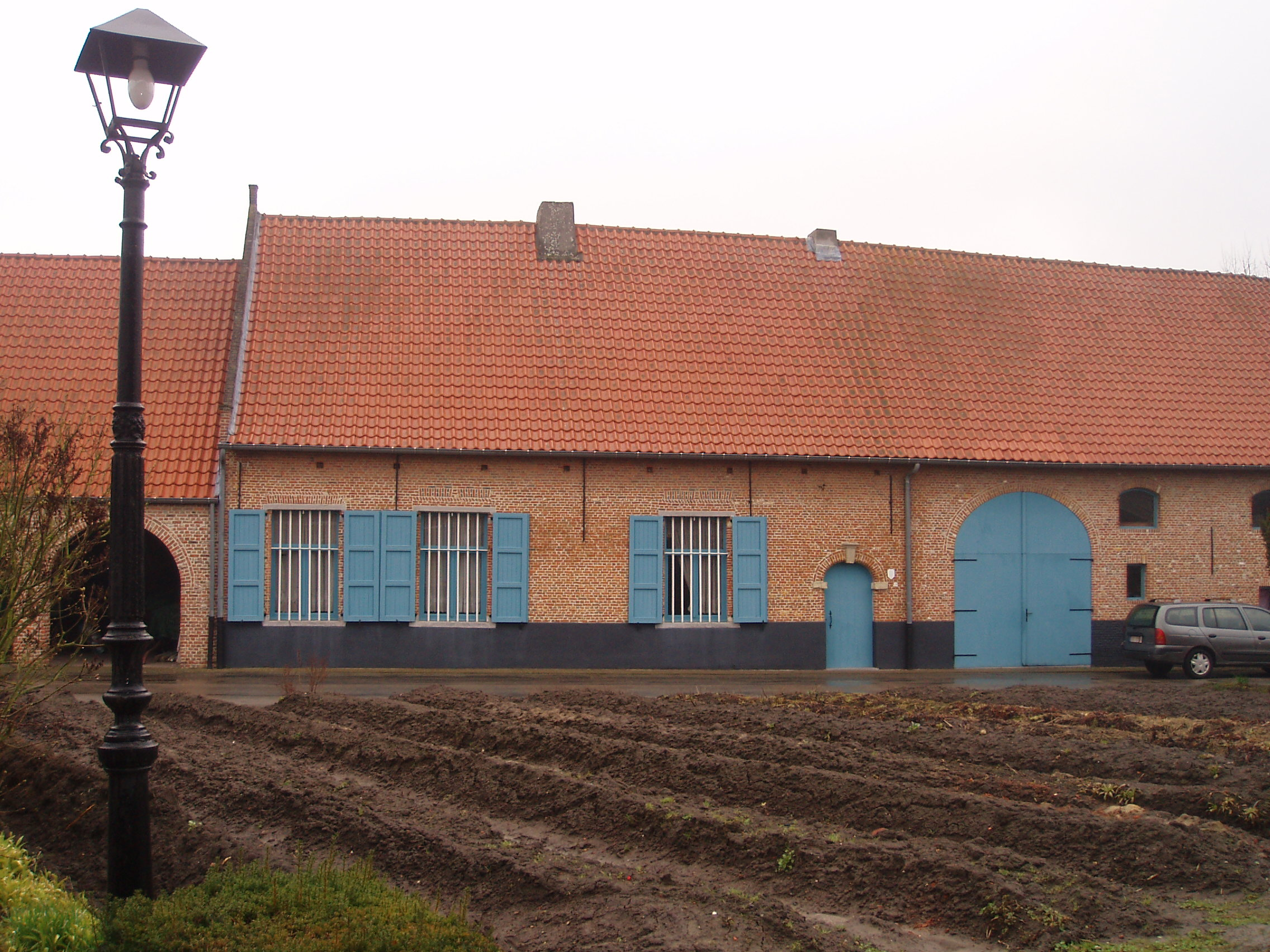
Midzeelhoeve II

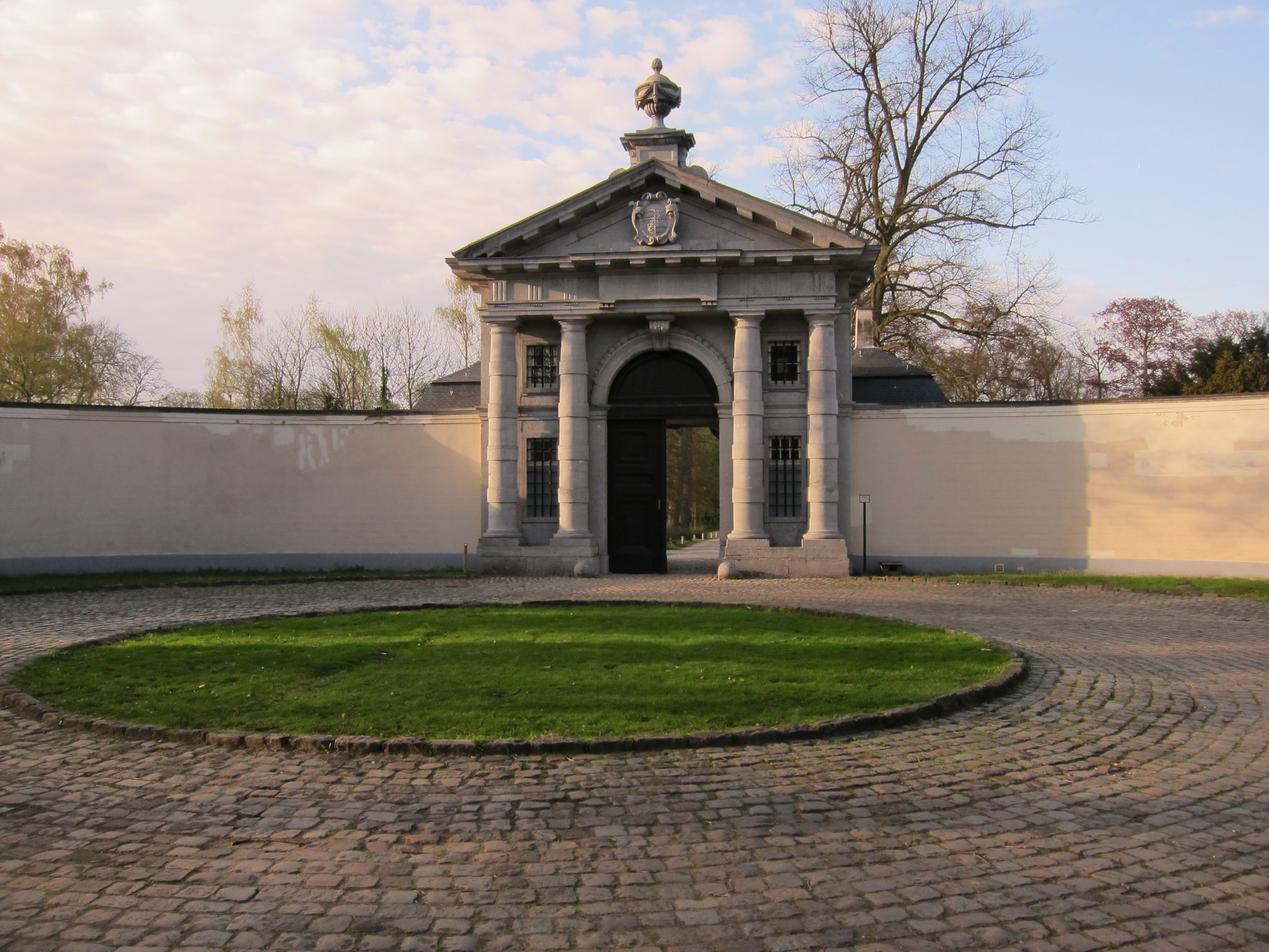
Poorthuis abdij van Roosendael

Elzestraat is een gehucht van de Belgische gemeente Sint-Katelijne-Waver.

## Ligging
Elzestraat ligt in het westelijk deel van Sint-Katelijne-Waver, rond de Sint-Augustinuskerk. Het gehucht omvat onder meer de Clemenceaustraat, Liersesteenweg, Hogevelden, Walemstraat, Kuikenstraat, Groenstraat en Midzelen. In 1836 werd het gehucht doorgesneden door de spoorlijn Mechelen-Antwerpen (spoorlijn 25). Rond de eeuwwisseling werd de dubbelsporige spoorlijn 27B aangelegd dwars door de dorpskern. Deze was afgetakt van spoorlijn 25 ten zuiden van het gehucht ter hoogte van de Vrouwvliet en liep verder tot Antwerpen-Zuid. Dit spoor werd in 1970 opgebroken maar restanten van deze lijn zijn nog zichtbaar.

## Naam
Het gehucht Elzestraat ontleende haar naam aan de vroegere gelijknamige straat. In 1919 werd de naam gewijzigd in Clemenceaustraat, naar de Franse politicus Georges Clemenceau. Deze naam werd sindsdien behouden. De afkomst van de naam “Elzestraat” is niet helemaal duidelijk. Een hypothese stelt dat de naam een verbastering zou kunnen zijn van “Hellestraat”. Deze naam komt voor op een oude Ferrariskaart. Een andere hypothese is dat de naam zou komen van “Delse” (of Delstraat of Delzestraat), te begrijpen als “De Elzestraat”. Elze zou in het Oudnederlands “maar niet” of “behalve” betekenen. Dit zou dan kunnen verwijzen naar een gebied dat zich bevond naast andere gebieden, die reeds een naam hadden. Tot slot zou de naam Elzestraat ook gewoon kunnen verwijzen naar een bos met veel elzen.

## Geschiedenis
De Elzestraat als gehucht of parochie is ontstaan in de 19e eeuw. Tot de tweede helft van de 19e eeuw behoorden delen van de Elzestraat tot verschillende parochies: Sint-Catharina te Sint-Katelijne-Waver, Sint-Jan en Sint-Katelijne te Mechelen en Onze-Lieve-Vrouw te Walem. Voorheen stond de streek sterk onder de invloed van de abdij van Roosendael. In de tweede helft van de 19e eeuw kwam het antiklerikale liberalisme sterk op. Vanuit katholieke hoek werd daarop gereageerd met het oprichten van parochies en verenigingen. Enkele notabelen uit de streek vonden dat de Elzestraat te ver lag van bestaande parochies en ijverden voor de oprichting van een afzonderlijke parochie. De belangrijkste onder hen waren Madame Casse-Bruynsieraden, van het Sint-Michielskasteel, en vooral baron August van Reynegom de Buzet (1838-1905), eigenaar van kasteel Zorgvliet. Deze laatste ijverde zelfs voor de oprichting van een afzonderlijke gemeente Sint-Augustinus-Waver. In 1877 maakte hij van een huis in de Groenstraat een kapel: kapel Sint-Augustinus. Op 6 juni 1886 werd de kapel officieel parochiekerk van een nieuwe parochie Sint-Augustinus. In 1889 was de kerk afgewerkt.
In 1880 werd aan de spoorlijn Mechelen-Antwerpen in de Elzestraat ook een station geopend met een goederenperron. In 1931 verdween dit station en werd het huidige station van Sint-Katelijne-Waver in gebruik genomen. In 1934 werd een vierendeelbrug aangelegd over de spoorweg.

## Bezienswaardigheden
Elzestraat telt een aantal monumenten en bezienswaardigheden:
- Midzeelhoeve
- Abdij van Roosendael
- Sint-Michielskasteel
- Kasteel Zorgvliet
- Kasteel Rozenhouthof
- Sint-Augustinuskerk
- De begraafplaats aan de Liersesteenweg omvat het beschermde Mausoleum Ysebrant de Lendonck

## Bekende (oud-)inwoners
- August van Reynegom de Buzet, baron
- Jef Andries, voormalig profvoetballer
- Yvo Van Herp, voormalig profvoetballer

## Nabijgelegen kernen
Walem, Mechelen, Sint-Katelijne-Waver